# Дашава — Мінськ (газопровід)
Дашава — Мінськ — газопровід, який поєднує Прикарпатські родовища газу з Білоруссю.
Початок у 1956 році розробки гігантського Шебелинського родовища (Харківська область) обіцяв найближчим часом вивільнити ресурс, що постачався з родовищ Прикарпаття у східному напрямку (трубопровід Дашава — Київ — Москва). Як наслідок, у тому ж році розпочали планування газопроводу Дашава — Мінськ. Об'єкт довжиною 384 км із труб діаметром 830 мм здали в експлуатацію у 1960 році, одночасно з першим надходженням шебелинського газу до Києва. У 1961-му він був продовжений до Вільнюса, а наступного року — до Риги. Загальна довжина системи сягнула 1198 км. Завдяки ній приблизно півтора десятиліття Білорусь та країни Балтії забезпечувались українським газом. При цьому починаючи з 1970 року, після під'єднання газопроводу Київ — Захід України — 1 (КЗУ-1), сюди надходив вже східноукраїнський газ.
Згаданий трубопровід КЗУ був підключений до компресорної станції Кам'янка-Бузька (північніше Львова), введеної в експлуатацію у 1963 році.
Окрім забезпечення північних сусідів, газопровід Дашава-Мінськ постачав ресурс до Рівного, де у 1962 році розпочалось будівництво великого хімічного підприємства «Рівнеазот». Це здійснювалось через газопроводи Кам'янка-Бузька — Рівне (І нитка довжиною 171,9 км та діаметром 530 мм, введена в дію у 1961 р.) та Кам'янка-Бузька — Рівне (II нитка, довжиною 156 км та діаметром 530 мм, введена в дію у 1973 р.).
Введенний в дію у 1975 році газопровід Торжок — Мінськ, який транспортував газ із родовищ Комі та Західного Сибіру, перебрав на себе газопостачання Білорусі та країн Балтії. Також було вирішено перевести Дашава — Мінськ у реверсний режим, щоб подавати доставлений з Торжка газ на експорт у Польщу. Так цей трубопровід отримав свою другу назву — «Івацевичі — Комарно» (Івацевичі — пункт у Білорусі на кордоні з Україною, Комарно — місце розташування компресорної станції від якої йдуть газопроводи на Польщу).